# Spirit Camera: La memoria maldita
Spirit Camera: La memoria maldita (心霊カメラ 〜憑いてる手帳〜 Shinrei Camera ~Tsuiteru Techou~?) es un videojuego de terror spin-off de la serie Project Zero, codesarrollado por Tecmo Koei y Nintendo para la videoconsola Nintendo 3DS. El juego viene con un "cuaderno RA (Realidad Aumentada)", llamado Diario púrpura, que el jugador utiliza junto con el juego. Fue lanzado en Japón el 12 de enero de 2012, en América del Norte el 13 de abril de 2012 y en Europa el 29 de junio de 2012.

## Modo de juego
Spirit Camera utiliza las capacidades de la videoconsola Nintendo 3DS, que actúa como cámara oscura del juego, el "arma" típica de la serie Project Zero. El juego utiliza los sensores giroscópicos y las cámaras 3D para crear una "visceral" experiencia de juego.
En la historia del juego y en los modos de la mayoría de los minijuegos, los fantasmas aparecen en el entorno del jugador, y tratarán de atacarle. El jugador debe usar las capacidades de la cámara oscura para dañar y derrotar a estos espíritus, fotografiándolos con los botones L y R. El jugador también debe girar en todas direcciones, ya que los espíritus afectados por la cámara se desvanecen y reaparecen al lado o detrás del jugador unos segundos más tarde. Poder del Espíritu, que se utiliza para causar daño extra, puede ser cargado al mantener al espíritu dentro de la retícula de la cámara para llenar el medidor. La lente por defecto, Lente Zero, es el único objetivo en el juego que carga el Poder del Espíritu, mientras que los demás objetivos (utilizados principalmente para la investigación) no tienen esta capacidad, aunque todavía se puede utilizar en la batalla. Independientemente de las lentes, los jugadores pueden detener el ataque de un espíritu mediante disparos cuando el punto de mira de la cámara se convierte en rojo.
El juego tiene tres modos: Modo Historia, Cámara Espectral y Cuaderno Encantado.